# Cotton Malone
Cotton Malone – fikcyjna postać, bohater popularnych powieści przygodowych Steve’a Berry.

## Opis postaci
Harold Earl (pseud. Cotton) Malone urodził się w 1961 roku w Thomasville w stanie Georgia. Student prawa w Georgetown, były oficer marynarki, a następnie przez 12 lat agent służb specjalnych w Departamencie Sprawiedliwości w wydziale Magellan Billet. Po odejściu ze służby osiadł w Kopenhadze, gdzie prowadzi antykwariat przy Højbro Plads. Miłośnik starych książek, obdarzony pamięcią fotograficzną. Rozwiedziony. Ma syna Gary'ego, którego jednak nie jest biologicznym ojcem. Syn z byłą żoną Pam pozostali w Stanach Zjednoczonych. Ojciec, Forrest Malone, był marynarzem, zginął w 1971 roku podczas misji tajnej łodzi podwodnej u wybrzeży Antarktydy. Matka Peggy Jean ciągle żyje i mieszka w Stanach Zjednoczonych.

## Postacie występujące w cyklu
- Stephanie Nelle – były szefowa Cottona Malone z Wydziału Magellan Billet
- Henrik Thorvaldsen – przyjaciel, duński miliarder, wpływowa osoba w światowych księgach finansjery
- Cassiopeia Vitt
- Danny Daniels – prezydent Stanów Zjednoczonych
- Edwin Davis – zastępca doradcy prezydenta ds. bezpieczeństwa narodowego

## Lista książek
1. Dziedzictwo templariuszy, (The Templar Legacy, 2006)
2. Zagadka aleksandryjska, (The Alexandria Link, 2007)
3. Wenecka intryga, (The Venetian Betrayal, 2007)
4. Tajemnica grobowca, (The Charlemagne Pursuit, 2008)
5. Paryska wendeta, (The Paris Vendetta, 2009)
6. Grobowiec cesarza, (The Emperor's Tomb, 2010)
7. Klucz Jeffersona, (The Jefferson Key, 2011)
8. Królewski spisek (The King's Deception, 2013)
9. Mit Lincolna, (The Lincoln Myth, 2014)
10. Stan zagrożenia, (The Patriot Threat, 2016)
11. Czternasta kolonia, (The 14th Colony, 2017)
12. Zaginiony rozkaz, (The Lost Order, 2017)
13. Bishop's Pawn (2018)
14. The Malta Exchange (2019)
15. Warsaw Protocol (2019)